# 新境川

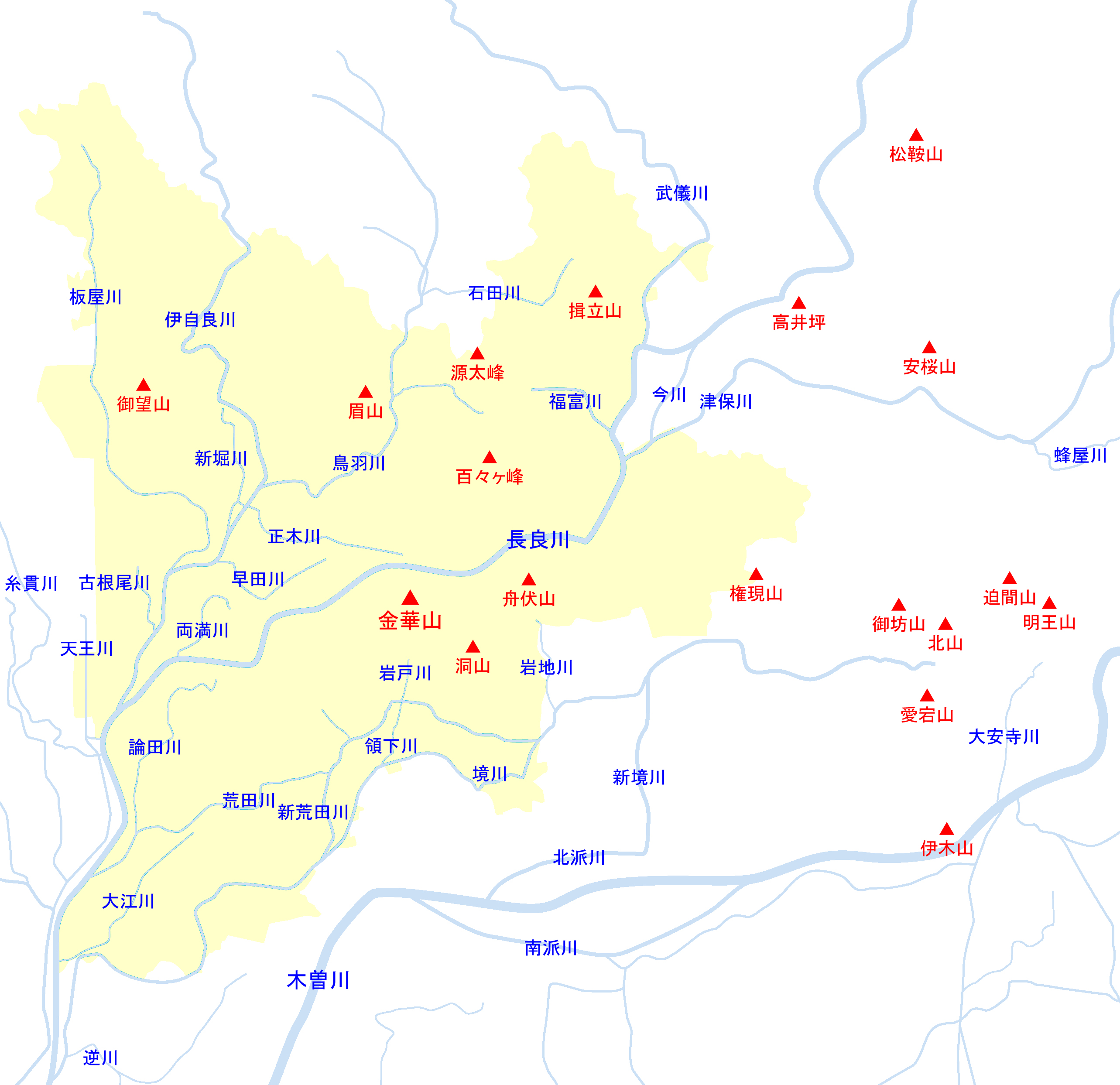
岐阜市周辺主要河川の位置関係図

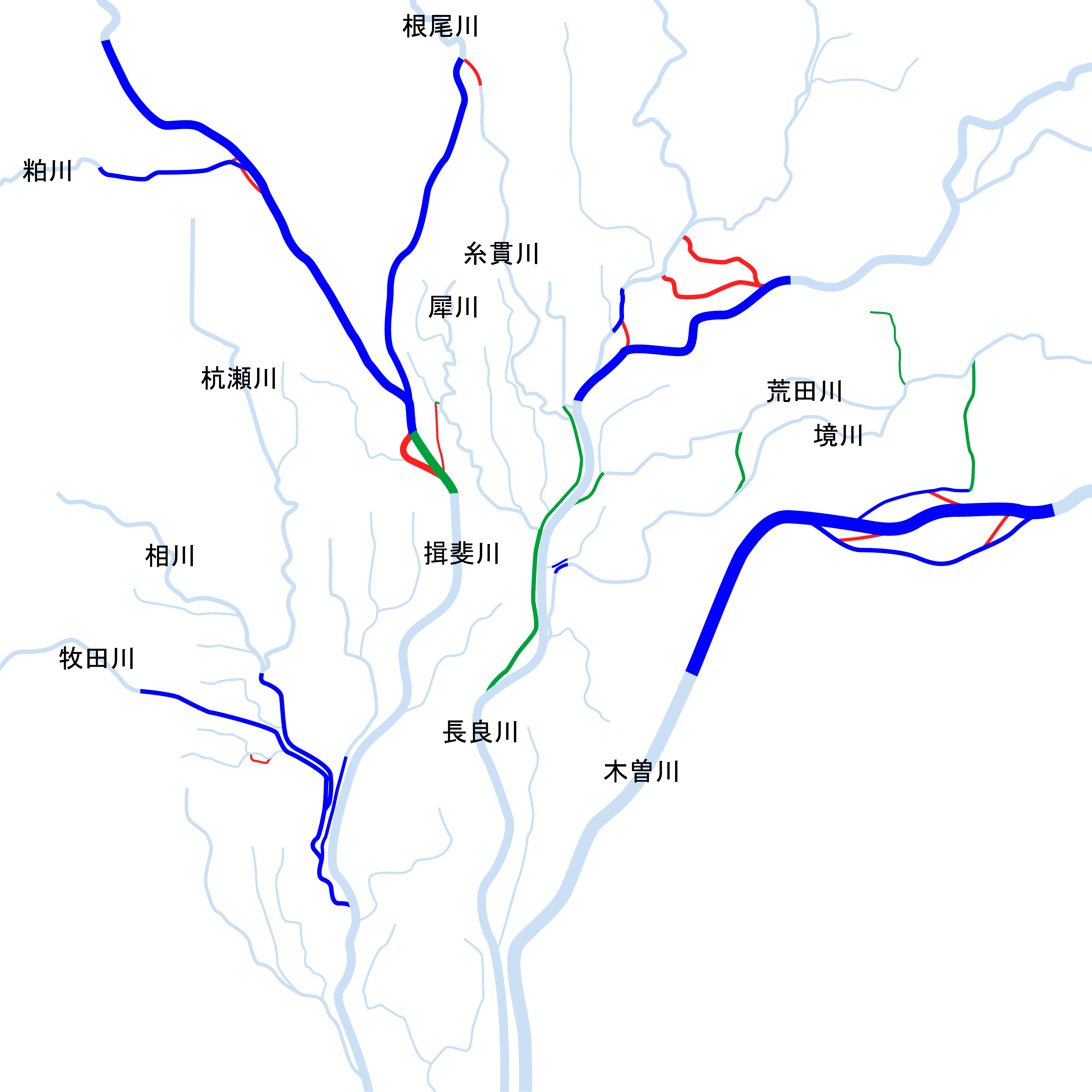
木曽川上流改修工事前後の河道比較。青線部が拡幅・線形改善などが行われた箇所、緑線部が新規開削箇所、赤線部が廃川など。

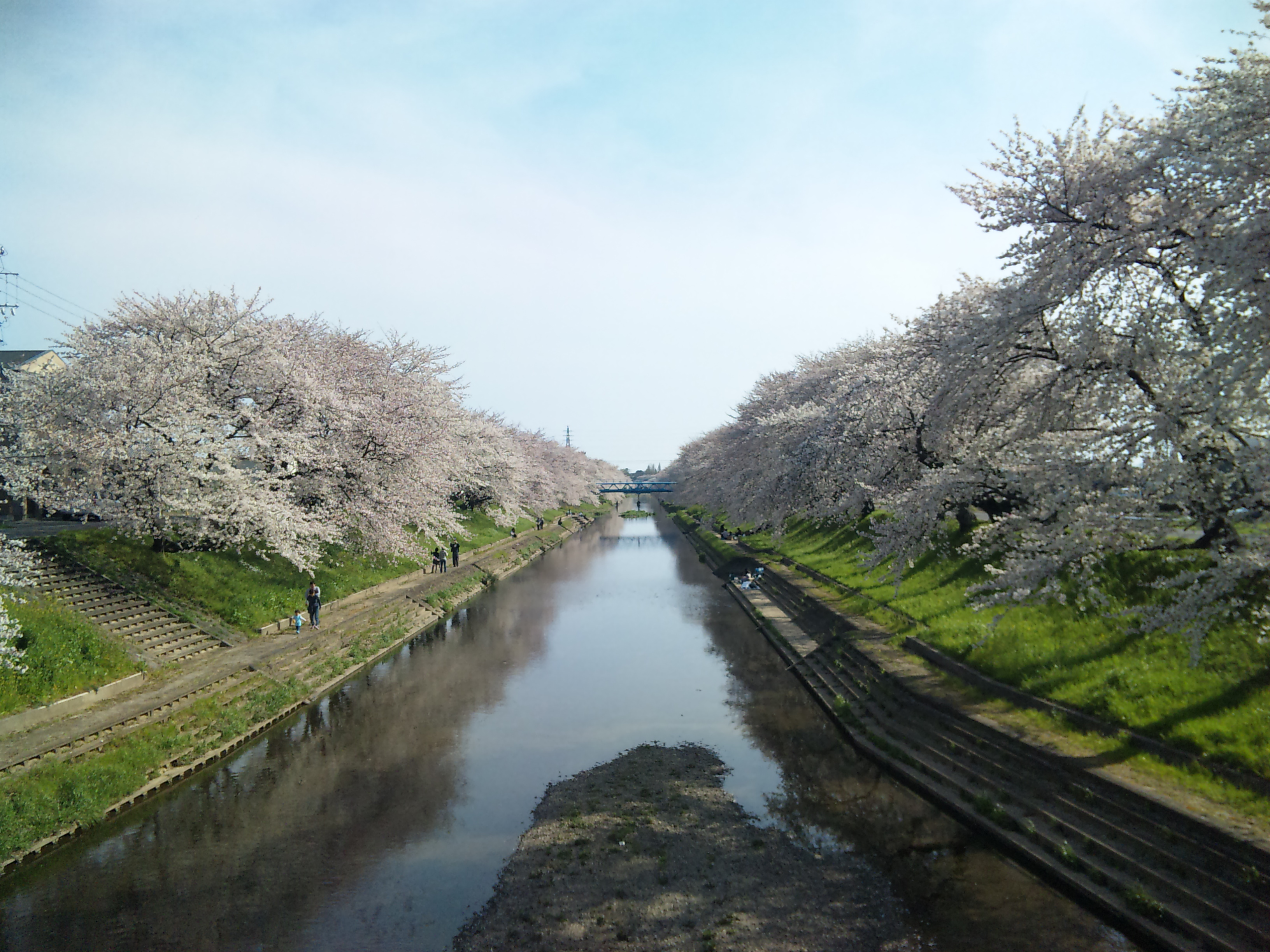
新境川に咲く百十郎桜（2009年（平成21年）4月撮影）

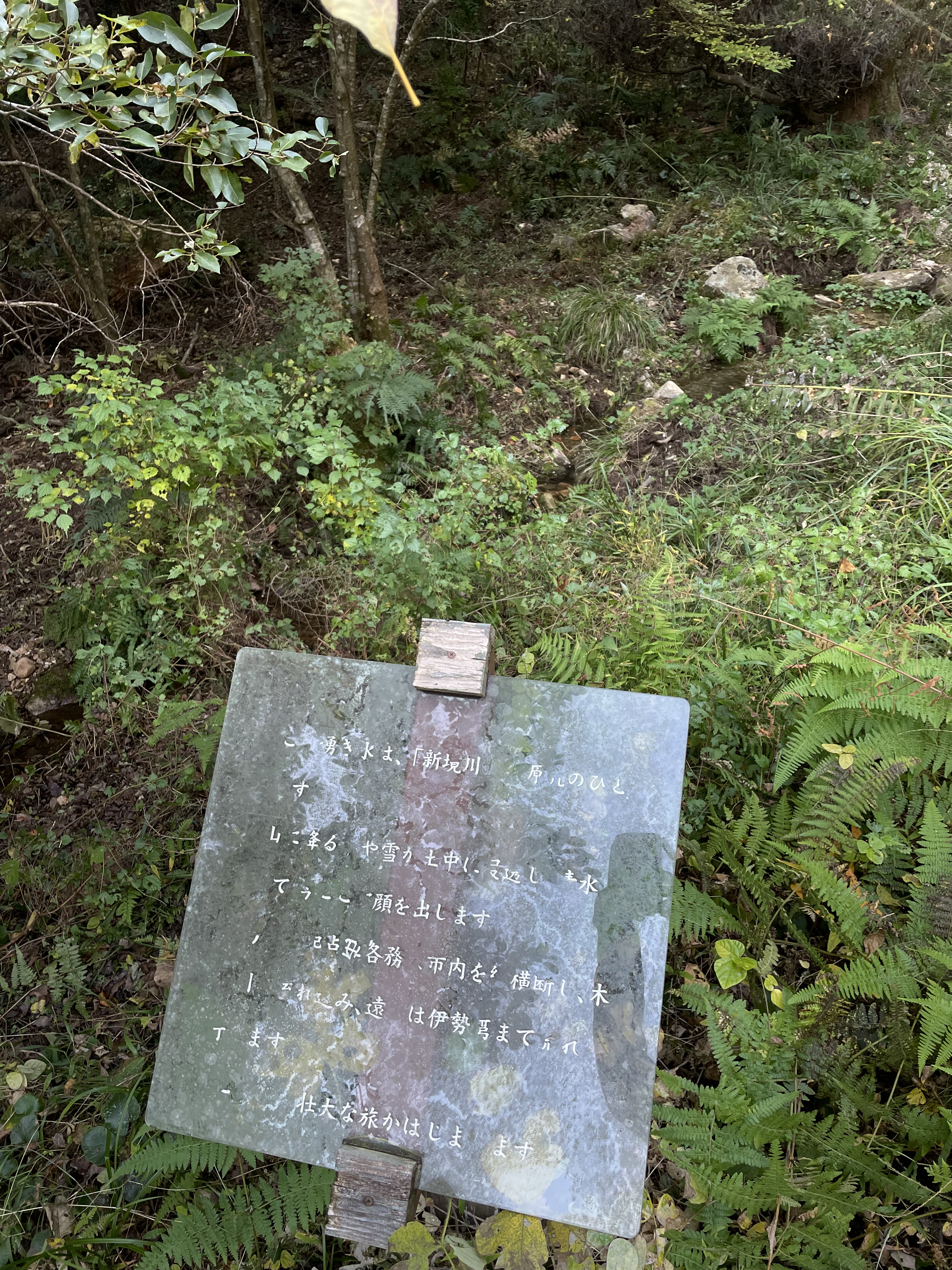
各務野自然遺産の森にある、新境川の源流の1つとなる湧き水

新境川（しんさかいがわ）は、木曽川水系の一級河川。岐阜県各務原市を流れる。北派川を経て木曽川に合流し、国土交通省の分類では木曽川の2次支川にあたる。

## 概要
各務原市の各務野自然遺産の森付近などを水源とし、各務原市北部の田園地帯を西に、西部の市街地を南に流れる。最下流部では木曽川の右岸堤防内に入り、北派川の河川敷（高水敷）を西に流れ、各務原市川島笠田町と岐阜県羽島郡笠松町円城寺の境付近で木曽川本流に合流する。
各務原市那加東野町・蘇原大島町付近で境川と分岐し、境川は岐阜市などを経由して長良川に合流する。新境川の分岐点から北派川までは、境川の放水路として人工的に開削された区間であり、境川放水路（さかいがわほうすいろ）とも呼ばれる。元々は上流から長良川へ流れる1本の「境川」だったが、現在は境川上流部だった部分と境川放水路を1つの「新境川」とし、境川は新境川の派川として位置づけられている。
境川放水路の区間は、本来の土地の高低に逆らって低地から南の各務原台地に向かって開削されている。概ねJR高山本線より北は低地に堤防が築かれた区間で、「新境川堤・百十郎桜」などのいわゆる桜堤の区間である。一方、概ね高山本線から国道21号那加バイパスまでは、台地を切り込んだ区間であり、谷になっている。那加バイパス付近から南は再び低地の堤防区間となる。境川に流れ込む三井川と三井山付近で立体交差する。
各務原市大佐野町付近の中屋大橋を過ぎると、新境川は木曽川上流改修工事以前の木曽川右岸堤防内に入る。この区間は現在木曽川分流の北派川の位置づけられており、新境川を管理する岐阜県および北派川を管理する国土交通省は河川管理上「新境川は北派川に合流する」と定義しており、岐阜県と国土交通省の管理境界柱が中屋大橋の北1メートル地点に設置されているが、木曽川から北派川への分岐部は出水時以外は水が流れ込まない越流堤となっている。そのため実態としては新境川は北派川へと合流せずに北派川河川敷内を流れており、平時は水は流れていない北派川河川敷には公園などが整備されており、河川敷にある自然共生研究センターの実験河川などは新境川の水が引き込まれている。そのため河川管理上「北派川」とされている区間は「北派川」とされることもあれば、必要に応じて「新境川」と説明や表記されることもある。以下は、各種地図における河川名記載の比較。
| 境川放水路区間              | 北派川区間                  | 該当媒体                              |
| --------------------------- | --------------------------- | ------------------------------------- |
| 新境川                      | 北派川                      | - ゼンリン - Yahoo!ロコ - Bing Maps   |
| 新境川 （南派川の記載あり） | 新境川 （南派川の記載あり） | - Mapion - Google マップ - MapFan Web |
| 新境川 （南派川の記載なし） | 新境川 （南派川の記載なし） | - 国土地理院                          |

## 歴史
境川は古木曽川の本流であり、1586年（天正14年）で木曽川の本流が現在の河道に移った後もたびたび洪水が発生していた。旧河川敷は水田などに転用されたが、明治以降は上流部の乱伐や台地開発によって容易に出水していた。加えて各務原台地の北側や南側の一部は水はけが悪く悪水が生じており、農業の障害になっていた。こうしたことから、現在の各務原市蘇原大島町から各務原市下中屋町の5,060mを開削して木曽川（北派川）に合流する放水路を造ることで、境川の治水と悪水の排水を行う計画が立案される。
境川放水路の整備は1922年（大正10年）から始まった木曽川上流改修工事と並行して進められ、1928年（昭和3年）3月着工、1930年（昭和5年）3月に完成した。同時に三井池及び周囲の低地の埋め立てが行われた。なお、北派川は1925年（大正13年）12月から1929年（昭和4年）にかけて行われた、川島周辺で乱流した木曽川の河道整理を行う上流改修の工事の中で越流堤が建造されており、境川放水路が完成した時点ですでに平時には水が流れない状態であった。

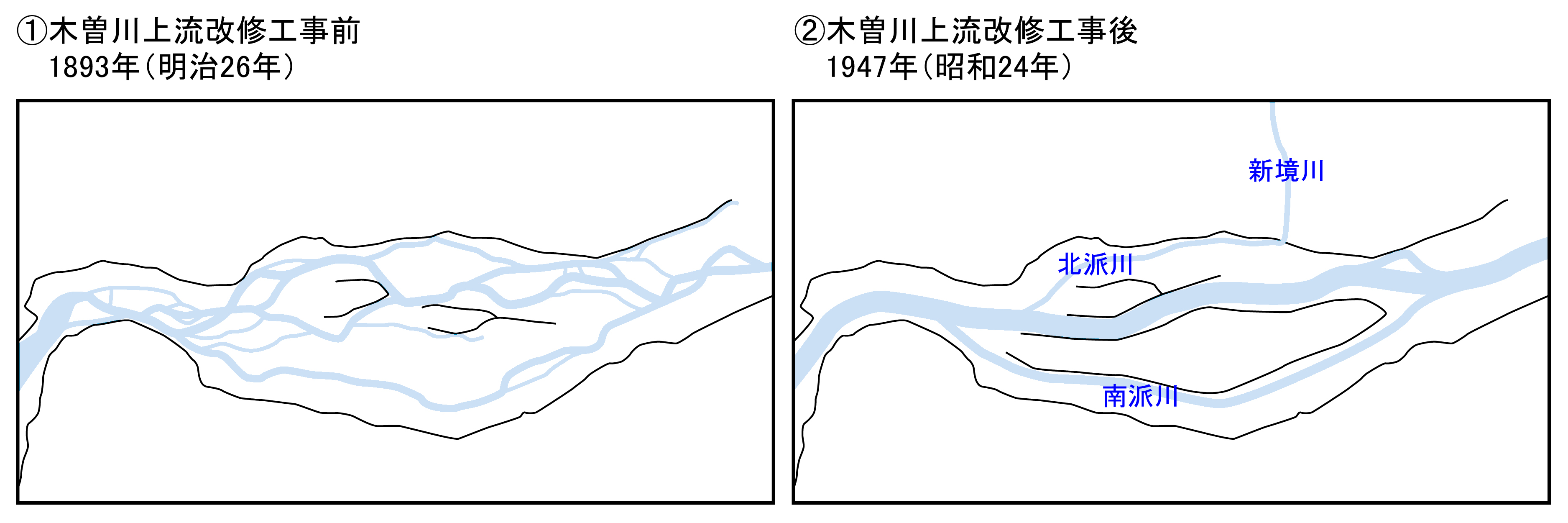
木曽川上流改修工事前後の川島周辺の状況比較

境川放水路の完成および工事犠牲者の慰霊の意味を込めて、地元出身の市川百十郎が1931年（昭和6年）から翌年にかけて、新境川の堤防に約1,200本の吉野桜を寄付し植樹した。この桜は“百十郎桜”と呼ばれ、戦時中に燃料として殆どが伐採されたが、戦後に各務原市発足を機に改めてソメイヨシノが植樹され、1,000本程度まで復活した。この「新境川堤・百十郎桜」は日本さくら名所100選の一つである。

## 主な橋
新境川（旧境川本流部分）
- 新会本橋（岩坂グリーンロード）
  - 各務原市道各5。2006年完成。全長12.9 m、全幅12.8 m[15]
- 北島橋（かかみ・すえ通り）
- 坂井二号橋（県道17号）
- 才撫橋（蘇原駅前通り）
  - 各務原市道蘇北187。1973年完成。全長24.0 m、全幅9.8 m[15]
- 押廻橋
  - 各務原市道蘇北633。1973年完成。全長24.0 m、全幅3.8 m[15]
- 東泉橋
  - 各務原市道蘇北140。1969年完成。全長25.0 m、全幅6.6 m[15]
- 合渡橋
  - 各務原市道蘇北133。1992年完成。全長32.0 m、全幅11.0 m[15]
- 市儀橋
  - 各務原市道蘇北113。1987年完成。全長39.0 m、全幅8.2 m[15]
- 天王橋
  - 各務原市道蘇北559。1973年完成。全長34.0 m、全幅9.8 m[15]
- 岡島橋
- 大島橋
  - 各務原市道蘇北559。1974年完成。全長38.0 m、全幅9.8 m[15]
- 馬出橋（県道93号）
- 山崎橋（県道205号）

新境川（境川放水路）
- 西島橋
  - 各務原市道那181。1930年完成。全長30.0 m、全幅4.4 m[15]
- 瑞穂橋
  - 各務原市道那186。1931年完成。全長30.0 m、全幅3.4 m[15]
- 那加新橋
  - 各務原市道那819。1972年完成。全長35.0 m、全幅16.8 m[15]
- 新那加橋（県道93号）
- 花見橋
  - 各務原市道那555。1940年完成。全長26.0 m、全幅3.5 m[15]　※歩行者専用
- 吾妻橋（吾妻町通り）
  - 各務原市道那472。1962年完成。全長34.0 m、全幅6.7 m[15]
- 出会い橋
  - 各務原市道那474。1990年完成。全長33.0 m、全幅5.8 m[15]　※歩行者専用
- 那加橋（旧国道21号）
  - 各務原市道那816。1924年完成。全長30.0 m、全幅15.0 m[15]
- 境川橋（国道21号那加バイパス）
- 清水橋（稲羽本通り）
  - 各務原市道稲803。1976年完成。全長37.0 m、全幅12.3 m[15]
- 春日橋
  - 各務原市道稲941。1978年完成。全長36.5 m、全幅10.0 m[15]　※2020年までは県道95号
- 中屋大橋

北派川
- 中屋橋
  - 各務原市道稲922。1962年完成。全長48.6 m、全幅3.1 m[15]　※車両通行止め（歩行者専用）。かつては県道114号の一部（途中途絶区間を参照）
- 弥平島橋
- 第1橋（各務原アウトドアフィールド内）
  - 新境川の分流（自然共生研究センター実験河川への導入水路）に架かる歩行者自転車専用の橋。
- 第2橋（各務原アウトドアフィールド内）
  - 第1橋と同じく、分流に架かる歩行者自転車専用の橋。
- もぐり橋（県道93号・県道180号）
- 木曽川北派川橋（東海北陸自動車道）
- 河川環境楽園地区橋梁（河川環境楽園内）※歩行者自転車専用